# Boy Wonder
"Boy Wonder" é o quinto episódio da oitava temporada da série de televisão antológica American Horror Story. Foi ao ar em 10 de outubro de 2018 na FX. O episódio foi escrito por John J. Gray e dirigido por Gwyneth Horder-Payton.

## Enredo
Depois de desmaiar, Cordelia Goode (Sarah Paulson) vivencia uma visão de um mundo queimado e desolado. Ela vê um homem de rosto pálido e demoníaco em pé na varanda da Academia da Srta. Robichaux, destruída, antes de ser atacada e devorada por uma multidão de canibais doentes enquanto o homem ri. Cordelia acorda no Colégio para Jovens Excepcionais de Hawthorne e cumprimenta com alegria Madison (Emma Roberts) e Queenie (Gabourey Sidibe). Cordelia detalha sua visão apocalíptica para as outras bruxas e feiticeiros. Ela concorda em gerir o Teste das Sete Maravilhas de Michael Langdon (Cody Fern) para que ele possa subir ao nível de Supremo.
Retornando a Nova Orleans, Myrtle Snow (Frances Conroy) repreende Cordelia por permitir que um homem assumisse a posição de Supremo, alegando que os homens são líderes terríveis. Ela sugere que Cordelia escolha uma de seu próprio coven para Suprema, como Mallory (Billie Lourd), que, com a testemunha de Myrtle, curou com sucesso as feridas de um cervo morto. Cordelia confessa a Myrtle que ela está morrendo. Seus poderes estão começando a desaparecer, o sinal de que seu reinado como Supremo está chegando ao fim. Mais tarde, Cordelia se encontra com Coco St. Pierre Vanderbilt (Leslie Grossman) e seu pai (John Getz). Coco é uma nova estudante que pode sentir onde o perigo está oculto, que se manifesta como a habilidade inexpressiva de detectar o glúten na comida. Ela acredita que vir para a Academia da Srta. Robichaux é uma perda de tempo, mas Cordelia garante que seus poderes se desenvolverão e crescerão. Ela pede a Mallory para mostrar a Academia à Coco.
No Colégio Hawthorne, Ariel (Jon Jon Briones), Behold (Billy Porter), Moore (Cheyenne Jackson) e Baldwin (BD Wong) lançaram um feitiço de proteção para Langdon em preparação para o Teste. Moore, acreditando que Langdon é o homem demoníaco da visão de Cordelia, fica com medo e deixa o Colégip para ir a Nova Orleans, apesar da tentativa de Behold de detê-lo. Enquanto abastece seu carro em um posto de gasolina, Miriam Mead (Kathy Bates) encosta e mata Moore. Ela se encontra com Langdon fora do Colégio. Miriam está animada para vê-lo. Langdon pergunta agressivamente se ela cuidou do problema. Ela confirma que Moore está morto. Langdon diz que essas pessoas são as únicas que podem representar uma ameaça para ele quando ele se tornar Supremo, ele pode destruir o coven de dentro e subir para fazer "o que ele nasceu para fazer". Miriam revela que Ariel estava no plano para matar Moore. Ele é o único que deixou ela saber quando ele estava saindo.
Langdon passa com sucesso seis das sete maravilhas. Antes de realizar a sétima, descendo e retornando do submundo, Cordelia pede a Michael que não apenas retorne, mas que recupere a bruxa Misty Day (Lily Rabe) para ver a extensão de seus poderes. Ariel raivosamente acusa Cordelia de mudar as regras para que Michael falhasse, comparando-a com sua antecessora e mãe, Fiona. Cordelia lembra Ariel que ela ainda é Suprema e possui maior poder sobre Ariel.
Langdon concorda com o desafio. Ele viaja para o inferno e localiza Misty, que foi presa em seu próprio inferno pessoal de dissecar e ressuscitar infinitamente um sapo em uma aula de ciências. Langdon desperta no reino vivo com Misty se materializando ao lado dele. Langdon se vangloria de suas conquistas enquanto Cordelia vivencia uma hemorragia nasal. Ela proclama Langdon o próximo Supremo.
Enquanto Cordelia se recupera, Misty confidencia que ela deveria ter ficado onde estava. Misty diz a Cordelia que o mal dentro do inferno apareceu para falar com Langdon, que aparentemente negociou a libertação de Misty. Ela descreve Langdon como vestindo "o perfume da morte". Cordelia garante que agora ela tem provas da capacidade de Langdon para o mal e se alegra de que agora todas as suas irmãs originais retornaram para que possam lutar contra Langdon num futuro apocalipse.
Stevie Nicks chega ao Colégio Hawthorne e faz uma apresentação especial de 'Gypsy' para Misty. Cordelia puxa Madison para o lado e instrui-a a reunir informações sobre Langdon. Eis que, escutando a conversa, diz que ele se juntará a Madison, já que agora tem preocupações sobre Langdon. Cordelia pede a Madison para viajar até o local "onde tudo começou": a Casa dos Assassinatos.

## Recepção
"Boy Wonder" foi assistido por 2,12 milhões de pessoas durante sua transmissão original, e ganhou uma audiência de 1,0 entre adultos de 18 a 49 anos.
O episódio foi aclamado pela crítica. No site Rotten Tomatoes, "Boy Wonder" tem 100% de aprovação, com base em 11 avaliações com uma classificação média de 8,5 / 10. O consenso crítico diz: "Personagens clássicos retornando, juntamente com uma olhada de volta em Murder House e easter egg de Roanoke, fazem de "Boy Wonder" um episódio de retornos elevados – sem mencionar o gore fantástico."
Ron Hogan, do Den of Geek, deu ao episódio uma resenha positiva, dizendo: "Um dos melhores aspectos sobre a adição do crossover Coven/Apocalypse é a política envolvida no mundo das bruxas. Há rodas dentro das rodas e tramas dentro dos enredos." Ele acrescentou: "A intriga, como descrita no roteiro de John J. Gray, é realmente impressionante. Myrtle (a maravilhosa Frances Conroy) e Madison (Emma Roberts) apimentam o roteiro com divertidas e maliciosas boas palavras e apartes. Michael e Ariel trabalham em sua trama, as bruxas trabalham sua trama, e a dinâmica de grupo claramente definida acaba confusa no final do episódio, com várias facções e sub-facções se enfrentando."
Kat Rosenfield, da Entertainment Weekly, deu ao episódio um B. Ela gostou da sequência do Teste das Sete Maravilhas, comentando que foi "um retorno exagerado até a idade de ouro do cinema mudo". Além disso, ela realmente apreciava o cliffhanger, chamando-o de "tirar o fôlego", e os trajes dos personagens, particularmente o de Madison. Ela também apoiou e aprovou a opinião feminista de Myrtle Snow sobre o papel de Suprema. Ziwe Fumudoh, do Vulture, deu o episódio a 5 de 5, com uma crítica positiva. Ela apreciou o desempenho de Paulson, especialmente durante a cena em que Cordelia ameaça o Ariel de Briones. Ela também amou o cliffhanger do episódio, dizendo "esta temporada já muito boa está prestes a ficar ainda melhor". Finalmente, ela era uma grande fã da aparição musical de Stevie Nicks, comentando "Isto é um elenco perfeito. Isso é entretenimento. Eu adoraria que cada episódio de American Horror Story apresentasse uma performance musical de dez minutos".